# Zygophyseter varolai
Zygophyseter varolai (лат.) — вымерший вид китообразных, похожих на кашалота. Общее название «кашалот-убийца» указывает на родственные отношения с кашалотами, и также на сходство по размеру и, вероятно, по адаптациям с сохранившимися косатками (Orcinus orca).

## Этимология
Название рода Zygophyseter содержит отсылку на удлинённый скуловой отросток у единственного известного вида Zygophyseter varolai, в то время как термин physeter относится к типовому роду семейства Physeteridae.
Латинское название вида дано в честь первооткрывателя Анджело Варола.

## Ископаемые
Род Zygophyseter известен по почти полному скелету, обнаруженному в южной Италии.
Ископаемые остатки относятся к тортонскому ярусу (поздний миоцен). Род был описан в 2006 году.

## Описание

Zygophyseter varolai в сравнении с человеком

У Zygophyseter varolai было большое тело, достигавшее длины 6,5—7 м. Большие зубы указывали на возможность питаться крупной добычей. Череп животного имеет очень длинный скуловой отросток, вероятно, для спермацетового органа, как и у современных кашалотов. 
Последнее указывает на то, что Zygophyseter был способен к эхолокации.

## Родственные виды

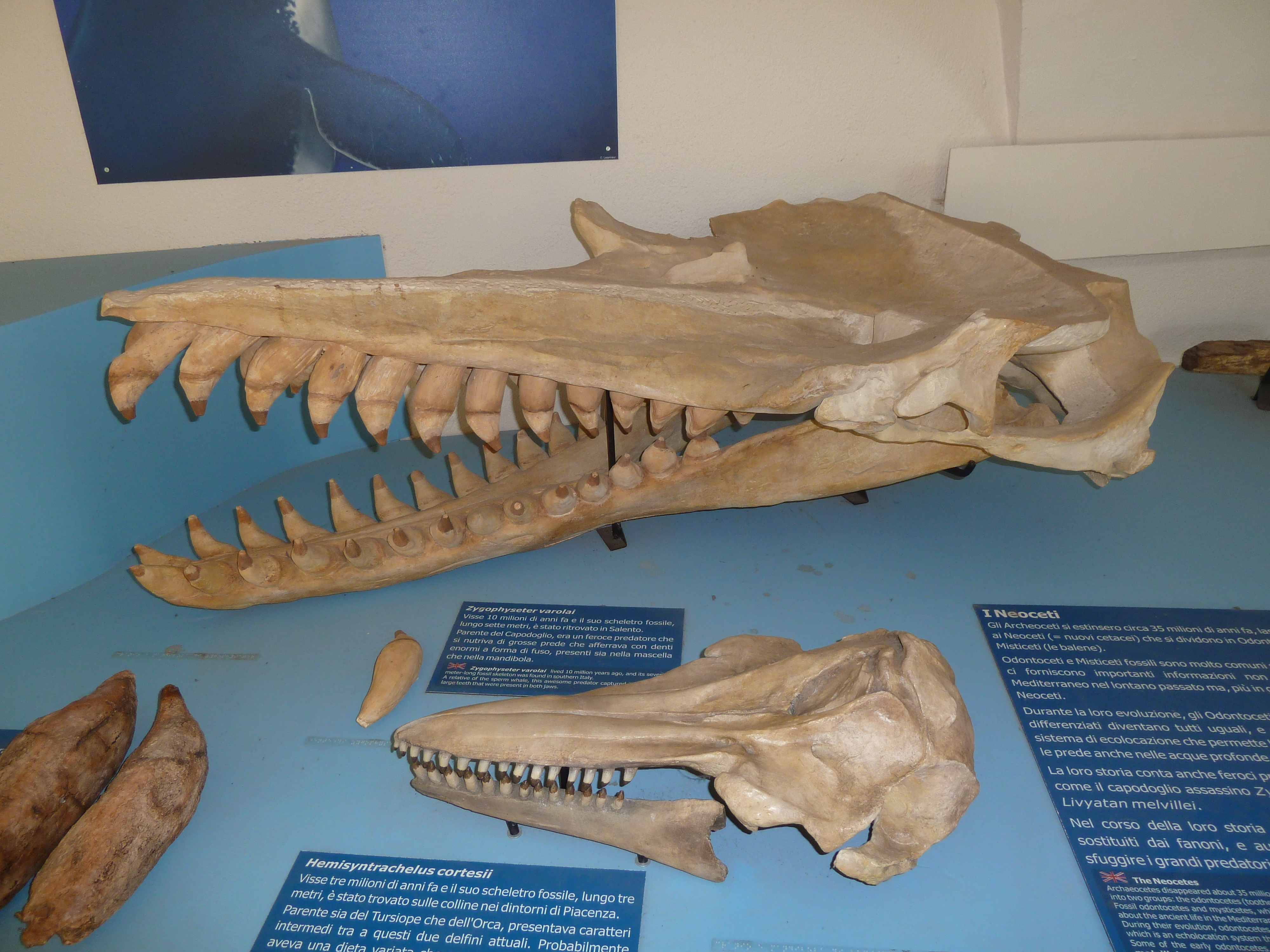
Zygophyseter varolai образец

- Livyatan melvillei — Левиафан Мелвилла.